# Euxoa sonoma
Euxoa sonoma är en fjärilsart som beskrevs av Mcdunnough 1941. Euxoa sonoma ingår i släktet Euxoa och familjen nattflyn. Inga underarter finns listade i Catalogue of Life.